# فندق الديرة
فندق الديرة هو فندق يقع على شاطئ غزة. تم بناؤه عام 2000 ويضم 22 غرفة مبنية بأسقف عالية مقببة وإطلالات على البحر الأبيض المتوسط. ويستخدم الفندق بشكل منتظم من قبل الصحفيين الأجانب الذين يغطون غزة وأخبارها. تم تدميره بشكل كامل خلال الحرب الفلسطينية الإسرائيلية.

## بناؤه
يتميز فندق الديرة بالهندسة المعمارية العثمانية التي تمزج الطراز المعماري المغربي والعربي التقليدي مع تأثيرات التصميم الحديث. تم بناؤه بالطوب الطيني البني الداكن المجفف بالشمس، مع أقواس بيضاء وأسقف مقببة، وأثاث مصنوع يدويًا. كان يملكه بالبداية خالد عبد الشافي موظف سابق في برنامج الأمم المتحدة الإنمائي، وفي عام 2015 انتقلت إدارته للمهندس رشيد عبد الحميد. نُشر عنه في مجلة تايم الأمريكية من قبل الصحفي البريطاني آلان جونستون ونال تقييمات إيجابية للغاية، وقالت عنه شركة لونلي بلانيت للسياحة والسفر أنه من أكثر الفنادق أناقة في غزة. زاره سفيرا الأمم المتحدة للنوايا الحسنة مايا فارو والممثل المصري محمود قابيل عام 2010.
في 16 يوليو 2014، قتلت صواريخ الجيش الإسرائيلية أربعة أطفال بينما كانوا يلعبون كرة القدم على شاطئ الفندق، فقام موظفو الفندق بإحضار الأطفال إلى المطعم حيث شهد عملية القتل عدد من الصحفيين الأجانب الذين كانوا يقيمون في الفندق.